# Lupinus elegans
Lupinus elegans är en ärtväxtart som beskrevs av Carl Sigismund Kunth. Lupinus elegans ingår i släktet lupiner, och familjen ärtväxter. Inga underarter finns listade i Catalogue of Life.